# بنكوي دنغزلو (مقاطعة فراشبند)
بنكوي دنغزلو (بالفارسية: بنکوی دنگزلو) هي قرية تقع في قسم آويز الريفي في إيران.